# Ramnoză
Ramnoza este o dezoxi-zaharidă întâlnită și în natură, iar din punct de vedere structural poate fi definită ca fiind o metil-pentoză sau o 6-dezoxi-hexoză. În natură este răspândită sub forma de L-ramnoză (6-dezoxi-L-manoza), spre deosebire de majoritatea zaharidelor naturale, care se prezintă sub formele D. Denumirea sa provine de la specia vegetală de la care zaharida a fost izolată pentru prima dată, Rhamnus frangula (crușin).